# Kanton Châtel-sur-Moselle
Châtel-sur-Moselle is een voormalig kanton van het departement Vogezen in Frankrijk. Het kanton maakte deel uit van het arrondissement Épinal.

## Geschiedenis
Het kanton werd opgeheven bij decreet van 27 februari 2014 met uitwerking op 22 maart 2015.
Hierbij werden de gemeenten Badménil-aux-Bois, Bayecourt, Domèvre-sur-Durbion, Pallegney, Sercœur, Villoncourt en Zincourt opgenomen in het kanton Bruyères.
De gemeenten Châtel-sur-Moselle, Damas-aux-Bois, Hadigny-les-Verrières, Haillainville, Moriville, Nomexy en Rehaincourt werden opgenomen in het kanton Charmes
en de gemeenten Chavelot, Frizon, Girmont, Hadigny-les-Verrières, Igney, Mazeley, Oncourt, Thaon-les-Vosges en Vaxoncourt in het kanton Golbey.

## Gemeenten
Het kanton Châtel-sur-Moselle omvatte de volgende gemeenten:
- Badménil-aux-Bois
- Bayecourt
- Châtel-sur-Moselle (hoofdplaats)
- Chavelot
- Damas-aux-Bois
- Domèvre-sur-Durbion
- Frizon
- Gigney
- Girmont
- Hadigny-les-Verrières
- Haillainville
- Igney
- Mazeley
- Moriville
- Nomexy
- Oncourt
- Pallegney
- Rehaincourt
- Sercœur
- Thaon-les-Vosges
- Vaxoncourt
- Villoncourt
- Zincourt